# Red Star Olympique rugby
Pour les articles homonymes, voir Red Star (homonymie).
Ne doit pas être confondu avec Olympique (rugby à XV, 1895) ou Olympique (rugby à XV, 1897).
Maillots
Le Red Star Olympique rugby est un club français de rugby à XV fondé en 1926 et basé à Saint-Ouen, commune limitrophe de Paris. Il provient de la fusion de l'Olympique et du Red Star Club.
Il est ainsi l'héritier du club de l'Olympique, créé en 1897 et l'un des plus vieux clubs de rugby en France. Son ascendance est le fruit de la création d'une association sportive scolaire d’un même établissement, ce qui confère au club une histoire singulière dans le rugby français.

## Historique
L'équipe est créée en 1926 sous le nom de Red Star Olympique, après la fusion entre l'Olympique et le Red Star Club,, et emménage à Saint-Ouen, commune limitrophe de Paris où il prend le nom de Red Star Olympique audonien en 1946. 
Le club joue ainsi ses matchs à Saint-Ouen, avant de partir pour Saint-Maur, faute de terrain à partir de 1946, avant de revenir en terre audonienne en 1962. 
Le club évolue en première division dans les années 1940.
La section rugby du Red Star s’émancipe de la structure omnisports en 2006 et prend le nom de Red Star Olympique rugby.

## Structure du club

### Autres équipes
Jusqu'en 2006, le club était la section rugby du club omnisports Red Star Olympique audonien (comportant des sections boxe, basket, et cyclisme) et dont faisait également partie le club de football du Red Star Football Club, fondé en 1897, à Paris, et installé à Saint-Ouen. Créé notamment par Jules Rimet, futur président de la Fédération française de football puis de la Fédération internationale de football, ce dernier jouant, en effet, au stade Bauer depuis 1909. Vainqueur de la Coupe de France à cinq reprises entre 1921 et 1942, il s'impose comme l'un des principaux clubs français de l'entre-deux-guerres.
Les résultats du club deviennent plus irréguliers à partir de l'instauration du professionnalisme en France en 1932. Il intègre en effet le nouveau championnat professionnel national et à la fin des années 1940, le club banlieusard oscille entre Division 1 et Division 2, jusqu'en 1978, lorsqu'un dépôt de bilan le contraint à repartir en championnat régional (Division d'Honneur). 
Le Red Star remonte en deuxième division en 1982 et retrouve le statut professionnel en 1992. Après que ses dirigeants ont nourri l'ambition d'en faire le club résident du Stade de France, il entame une lourde chute à l'orée des années 2000, au point de retrouver le niveau régional (DH) en 2003. Le club remonte ensuite progressivement la hiérarchie du football français et retrouve le Championnat National (troisième division) pour la saison 2017-2018.

### Nom du club
Le nom de Red Star est d'origine purement britannique, et non politique, comme la culture populaire l'a parfois décrite.
Le choix du nom « Red Star » est semble-t-il — cette thèse est avancée par Jules Rimet lui-même — le fait de Miss Jenny, la jeune gouvernante anglaise de la maison des frères Rimet et première marraine de l'association sportive, en référence à la compagnie transatlantique Red Star Line, qui l'amenait de l'Angleterre jusqu'à la France,
Selon d'autres sources, il s'agit d'une référence à l'étoile rouge de Buffalo Bill.